# 拉菲爾·迪華文拿
拉菲爾·迪華文拿（英語：Raphael Dwamena，1995年9月12日—2023年11月11日）是一位前迦納職業足球運動員，擔任前鋒。

## 球會生涯

### 早年時期
迪華文拿年青時在加納紅牛青訓體系接受訓練。2013年在法國克魯瓦舉辦的國際青年比賽中，帶領加納紅牛U17隊獲得亞軍，並被評為賽事最佳球員。在返回加納之前,他和隊友大衛·阿坦加獲得機會前往奧地利薩爾斯堡紅牛進行為期一週的試訓。
2014年1月，迪華文拿加入薩爾斯堡青年隊，並在U18隊表現出色，在6月的一項錦標賽中，他在4場比賽攻入7球，儘管薩爾斯堡最終獲得第三名，他仍獲得該賽事金靴獎。

### 奧地利及瑞士
2014年7月，迪華文拿外借至薩爾斯堡紅牛衛星球隊利菲林。7月18日對哈特堡的比賽中，他在第82分鐘入替換尼古拉·多韋丹完成職業生涯地標戰，當天共有六名利菲林球員首次亮相。在2015—16年賽季，8月21日利菲林對陣维也纳新城的比賽中迪華文拿首次代表列夫林出場，他在90分鐘內代替斯迈尔·普雷夫利亚克出賽。9月18日，迪華文拿在連續第五次正選出場時，對陣奧地利克拉根福中攻入他的第一個職業生涯首個進球。
2016年中，迪華文拿轉會至奧地利路斯登洛；在半個賽季內，他在二十場比賽中打進十八球，隨後在2017年1月被蘇黎世以大約六十萬歐元的價格買下，並簽下了一份為期三年半的合約。在蘇黎世的第一個半賽季表現出色，他在18場比賽中攻入12粒進球，為球隊贏得挑戰聯賽冠軍，從而晉升到頂級聯賽。一年後協助球隊贏得瑞士盃冠軍。
2017年8月21日，蘇黎世與英超球隊白禮頓就迪華文拿的轉會費達成協議，但由於迪華文拿因心臟病未能通過體檢而取消交易。

### 西班牙
2018年8月7日，西班牙球會萊萬特以大約620萬歐元簽修迪華文拿，並為他簽下一份為期四年的合約。加盟一年後，萊萬特以外借形式轉投皇家薩拉戈薩。
2019年10月，醫生對迪華文拿的心臟狀況再次進行檢查後，建議他立即從足球界退休。2020年1月他裝上植入式心臟除顫器回歸球場。

### 丹麥
2020年8月20日，迪華文拿轉會至丹麥足球超級聯賽球隊維積利。他在丹超地標戰取得入球，可是維積利以2-4輸給對手阿爾堡。在對陣阿爾堡比賽之前，因心臟狀況出現問題，他曾被終止球隊所有訓練。他為這家新晉丹麥超級聯賽球隊出場5次，攻入兩球。由於他的心臟狀況，維積利於2020年10月26日確認迪華文拿將有一段時間不能上場。2020年11月，維積利體育總監表示迪華文拿已經為俱樂部打過最後一場比賽。

### 重回奧地利
2021年6月25日，迪華文拿回到奥地利加盟藍白林茨签署一份为期两年的合同。2021年10月28日，他在對陣TSV哈特堡的奧地利盃比賽中倒地，比賽被迫中止。雖然他最終成功康復但在奧地利職業生涯宣告結束。

### 重回瑞士
2022年9月，迪華文拿再次重返球場，與瑞士第五級球隊BSC老男孩簽約。2022年9月3日，他在對陣雷根斯多夫（FC Regensdorf）的比賽中首秀便攻入一球，協助球隊以2-1取勝。

### 阿爾巴尼亞
2022年12月，迪華文拿以自由身加盟阿爾巴尼亞球隊伊格納迪亞，簽署了一份一年半的合同，後來被延長至兩年。2023年7月13日，迪華文拿在欧足联欧洲协会联赛對陣亞美尼亞球會艾拉華特打進兩球，完成在歐洲賽事中攻入他的首兩個進球。

## 國際賽生涯
迪華文拿曾入選2017年非洲國家盃30人名單，但最終未能入選23人名單。2017年6月11日，在對埃塞俄比亞的非洲國家盃外圍賽中首次代表國家隊亮相，並攻入兩球。

## 球場上猝死
2023年11月11日，迪華文拿在阿爾巴尼亞超級足球聯賽第13輪代表伊格納迪亞對陣柏迪遜地拉拿時，於上半場第23分鐘暈倒，在送往卡瓦耶醫院途中離世，終年28歲。事後阿爾巴尼亞宣佈所有體育賽事都被延期或暫停。他的心臟病專科醫生後來透露，他在一年前選擇拆除自己體內的心臟除顫器。

## 生涯統計
| 效力球會       | 球季     | 聯賽                   | 聯賽 | 聯賽 | 國家盃賽 | 國家盃賽 | 洲際賽事 | 洲際賽事 | 其他 | 其他 | 總計 | 總計 |
| 效力球會       | 球季     | 聯賽                   | 上陣 | 入球 | 上陣     | 入球     | 上陣     | 入球     | 上陣 | 入球 | 上陣 | 入球 |
| -------------- | -------- | ---------------------- | ---- | ---- | -------- | -------- | -------- | -------- | ---- | ---- | ---- | ---- |
| 利菲林         | 2014–15  | 奥地利足球乙级联赛     | 2    | 0    | 0        | 0        | –        | –        | 0    | 0    | 2    | 0    |
| 利菲林         | 2015–16  | 奥地利足球乙级联赛     | 25   | 6    | 0        | 0        | –        | –        | 0    | 0    | 25   | 6    |
| 利菲林         | 總計     | 總計                   | 27   | 6    | 0        | 0        | 0        | 0        | 0    | 0    | 27   | 6    |
| 奧地利路斯登洛 | 2016–17  | 奥地利足球乙级联赛     | 20   | 18   | 2        | 3        | –        | –        | 0    | 0    | 22   | 21   |
| 蘇黎世         | 2016–17  | 瑞士挑戰聯賽           | 18   | 12   | 1        | 0        | –        | –        | 0    | 0    | 19   | 12   |
| 蘇黎世         | 2017–18  | 瑞士足球超级联赛       | 32   | 9    | 4        | 4        | –        | –        | 0    | 0    | 36   | 13   |
| 蘇黎世         | 2018–19  | 瑞士足球超级联赛       | 1    | 0    | 0        | 0        | –        | –        | 0    | 0    | 1    | 0    |
| 蘇黎世         | 總計     | 總計                   | 51   | 21   | 5        | 4        | 0        | 0        | 0    | 0    | 56   | 25   |
| 萊萬特體育聯盟 | 2018–19  | 西班牙足球甲级联赛     | 12   | 0    | 3        | 1        | –        | –        | 0    | 0    | 15   | 1    |
| 皇家薩拉戈薩   | 2019–20  | 西班牙足球乙级联赛     | 9    | 2    | 0        | 0        | –        | –        | 0    | 0    | 9    | 2    |
| 維積利         | 2020–21  | 丹麥足球超級聯賽       | 5    | 2    | 0        | 0        | –        | –        | 0    | 0    | 5    | 2    |
| 藍白林茨       | 2021–22  | 奥地利足球乙级联赛     | 3    | 0    | 0        | 0        | –        | –        | 0    | 0    | 3    | 0    |
| BSC老男孩      | 2022–23  | 第五級球隊地區聯賽     | 11   | 8    | 0        | 0        | –        | –        | 0    | 0    | 11   | 8    |
| 伊格納迪亞     | 2022–23  | 阿爾巴尼亞超級足球聯賽 | 18   | 11   | 6        | 1        | –        | –        | 0    | 0    | 24   | 12   |
| 伊格納迪亞     | 2023–24  | 阿爾巴尼亞超級足球聯賽 | 11   | 9    | 0        | 0        | 2        | 3        | 0    | 0    | 13   | 12   |
| 伊格納迪亞     | 總計     | 總計                   | 29   | 20   | 6        | 1        | 2        | 3        | 0    | 0    | 37   | 24   |
| 生涯總計       | 生涯總計 | 生涯總計               | 167  | 77   | 16       | 9        | 2        | 3        | 0    | 0    | 185  | 89   |

## 榮譽

### 球會
蘇黎世
- 瑞士挑戰聯賽：2016–17
- 瑞士盃：2017–18

 伊格納迪亞
- 阿爾巴尼亞盃：2022–23

## 外部連結
- worldfootball.net：拉菲爾·迪華文拿之統計數據 （英文）
- Soccerway資料庫：拉菲爾·迪華文拿